# Găvănești (okręg Vâlcea)
Găvănești – wieś w Rumunii, w okręgu Vâlcea, w gminie Muereasca. W 2021 roku liczyła 1790 mieszkańców.